# Тетерану
Тетерану (рум. Tătăranu) — село у повіті Вранча в Румунії. Входить до складу комуни Тетерану.
Село розташоване на відстані 153 км на північний схід від Бухареста, 23 км на південний схід від Фокшан, 56 км на захід від Галаца, 134 км на схід від Брашова.

## Населення
За даними перепису населення 2002 року у селі проживали 1494 особи, усі — румуни. Усі жителі села рідною мовою назвали румунську.